# Mengori
Mengori is een bestuurslaag in het regentschap Pemalang van de provincie Midden-Java, Indonesië. Mengori telt 4724 inwoners (volkstelling 2010).